# Prosopocoilus buddha kuijteni
Prosopocoilus buddha kuijteni es una subespecie de coleóptero de la familia Lucanidae.

## Distribución geográfica
Habita en la Península de Malaca y Tailandia.